# Dryopteris × mituii
Dryopteris × mituii là một loài dương xỉ trong họ Dryopteridaceae. Loài này được Seriz. mô tả khoa học đầu tiên năm 1971.
Danh pháp khoa học của loài này chưa được làm sáng tỏ. 